# Torneo de Los Ángeles
El Farmers Classic (antes también llamado Countrywide Classic) fue un torneo oficial anual de tenis correspondiente al ATP World Tour 250 que se jugaba en la ciudad de Los Ángeles, California, Estados Unidos.
El torneo tiene una larga historia, disputándose desde 1927 y siendo un torneo tanto para hombres como para mujeres hasta 1975. Inversores Colombianos compraron la licencia del torneo por $1,5 millones a finales de 2012, decidiendo mover el torneo a Bogotá. El nuevo torneo se llama Claro Open Colombia.
A partir de 1984 se disputaba en el Los Angeles Tennis Center de la Universidad de California en Los Ángeles sobre canchas dura. El torneo formaba parte del US Open Series en el verano estadounidense.
Los que más veces salieron victoriosos en el torneo fueron los estadounidenses Frank Parker, Jimmy Connors y Andre Agassi y el australiano Roy Emerson, todos con 4 títulos.

## Finales

### Individuales masculinos
| Año  | Campeón               | Finalista           | Resultado                 |
| 1927 | Bill Tilden           | Francis Hunter      | 6–2, 6–4, 6–2             |
| 1928 | Henri Cochet          | Christian Boussus   | 2–6, 6–4, 6–3, 6–3        |
| 1929 | John Doeg             | John Van Ryn        | 8–10, 7–5, 9–7, 8–6       |
| 1930 | Ellsworth Vines       | Gregory Mangin      | 14–12, 6–3, 6–4           |
| 1931 | Ellsworth Vines       | Fred Perry          | 8–10, 6–3, 4–6, 7–5, 6–2  |
| 1932 | Fred Perry            | Jiro Satoh          | 6–2, 6–4, 7–5             |
| 1933 | Fred Perry            | Jiro Satoh          | 6–4, 1–6, 6–0, 7–5        |
| 1934 | Fred Perry            | Lester Stoefen      | 10–8, 6–4, 6–3            |
| 1935 | Don Budge             | Roderich Menzel     | 1–6, 11–9, 6–3, retired   |
| 1936 | Don Budge             | Lester Stoefen      | 10–8, 6–4, 6–3            |
| 1937 | Don Budge             | Gottfried von Cramm | 2–6, 7–5, 6–4, 7–5        |
| 1938 | Adrian Quist          | Harry Hopman        | 6–3, 0–6, 6–4, 6–4        |
| 1939 | John Bromwich         | Franjo Punčec       | 4–6, 6–0, 6–2, 6–4        |
| 1940 | Robert Riggs          | Donald McNeill      | 5–7, 2–6, 6–0, 12–10, 6–3 |
| 1941 | Frank Parker          | Frank Kovacs        | 7–5, 6–0, 6–1             |
| 1942 | Frank Parker          | Pancho Segura       | 6–4, 6–1, 6–3             |
| 1943 | Jack Kramer           | Pancho Segura       | 0–6, 6–1, 6–2             |
| 1944 | Frank Parker          | William Talbert     | 6–4, 6–8, 8–6             |
| 1945 | Frank Parker          | Herbert Flam        | 6–2, 6–4                  |
| 1946 | Jack Kramer           | Ted Schroeder       | 6–2, 6–8, 6–2, 8–6        |
| 1947 | Jack Kramer           | Ted Schroeder       | 10–8, 6–4, 6–4            |
| 1948 | Ted Schroeder         | Frank Parker        | 4–6, 7–9, 7–5, retired    |
| 1949 | Pancho Gonzáles       | Ted Schroeder       | 6–3, 9–11, 8–6, 6–4       |
| 1950 | Frank Sedgman         | Ted Schroeder       | 9–7, 6–3, 6–2             |
| 1951 | Frank Sedgman         | Tony Trabert        | 6–3, 6–3, 2–6, 6–4        |
| 1952 | Vic Seixas            | Frank Sedgman       | 6–4, 6–4, 6–4             |
| 1953 | Ken Rosewall          | Vic Seixas          | 6–4, 1–6, 3–6, 6–1, 6–4   |
| 1954 | Vic Seixas            | Tony Trabert        | 7–5, 6–3, 6–4             |
| 1955 | Tony Trabert          | Herbert Flam        | 6–1, 6–4, 6–2             |
| 1956 | Herbert Flam          | Ken Rosewall        | 4–6, 6–1, 5–7, 6–3, 7–5   |
| 1957 | Vic Seixas            | Gilbert Shea        | 9–7, 6–3, 6–4             |
| 1958 | Ham Richardson        | Alex Olmedo         | 7–5, 6–2, 4–6, 9–7        |
| 1959 | Roy Emerson           | Ramanathan Krishnan | 6–3, 4–6, 6–0, 6–4        |
| 1960 | Barry MacKay          | Earl Buchholz       | 5–7, 6–4, 6–4, 3–6, 6–3   |
| 1961 | Jon Douglas           | Roy Emerson         | 6–2, 1–6, 6–4             |
| 1962 | Roy Emerson           | Rod Laver           | 16–14, 6–3                |
| 1963 | Arthur Ashe           | Whitney Reed        | 2–6, 9–7, 6–2             |
| 1964 | Roy Emerson           | Dennis Ralston      | 6–3, 6–3                  |
| 1965 | Dennis Ralston        | Arthur Ashe         | 6–4, 6–3                  |
| 1966 | Allen Fox             | Roy Emerson         | 6–3, 6–3                  |
| 1967 | Roy Emerson           | Marty Riessen       | 12–14, 6–3, 6–4           |
| 1968 | Rod Laver             | Ken Rosewall        | 4–6, 6–0, 6–0             |
| 1969 | Pancho Gonzáles       | Cliff Richey        | 6–0, 7–5                  |
| 1970 | Rod Laver             | John Newcombe       | 4-6, 6-4, 7-6             |
| 1971 | Pancho Gonzáles       | Jimmy Connors       | 3-6, 6-3, 6-3             |
| 1972 | Stan Smith            | Roscoe Tanner       | 6-4, 6-4                  |
| 1973 | Jimmy Connors         | Tom Okker           | 7-5, 7-6                  |
| 1974 | Jimmy Connors         | Harold Solomon      | 6-3, 6-1                  |
| 1975 | Arthur Ashe           | Roscoe Tanner       | 3-6, 7-5, 6-3             |
| 1976 | Brian Gottfried       | Arthur Ashe         | 6-2, 6-2                  |
| 1977 | Stan Smith            | Brian Gottfried     | 7-5, 3-6 6-4              |
| 1978 | Arthur Ashe           | Brian Gottfried     | 6-2 6-4                   |
| 1979 | Peter Fleming         | John McEnroe        | 6-4 6-4                   |
| 1980 | Gene Mayer            | Brian Teacher       | 6-3 6-2                   |
| 1981 | John McEnroe          | Sandy Mayer         | 6-7, 6-3, 6-3             |
| 1982 | Jimmy Connors         | Mel Purcell         | 6-2, 6-1                  |
| 1983 | Gene Mayer            | Johan Kriek         | 7-6, 6-1                  |
| 1984 | Jimmy Connors         | Eliot Teltscher     | 6-4, 4-6, 6-4             |
| 1985 | Paul Annacone         | Stefan Edberg       | 7-6, 6-7, 7-6             |
| 1986 | John McEnroe          | Stefan Edberg       | 6-2, 6-3                  |
| 1987 | David Pate            | Stefan Edberg       | 6-4, 6-4                  |
| 1988 | Mikael Pernfors       | Andre Agassi        | 6-2, 7-5                  |
| 1989 | Aaron Krickstein      | Michael Chang       | 2-6, 6-4, 6-2             |
| 1990 | Stefan Edberg         | Michael Chang       | 7-6, 2-6, 7-6             |
| 1991 | Pete Sampras          | Brad Gilbert        | 6-2, 6-7(5), 6-3          |
| 1992 | Richard Krajicek      | Mark Woodforde      | 6-4, 2-6, 6-4             |
| 1993 | Richard Krajicek      | Michael Chang       | 0-6, 7-6(3), 7-6(5)       |
| 1994 | Boris Becker          | Mark Woodforde      | 6-2, 6-2                  |
| 1995 | Michael Stich         | Thomas Enqvist      | 6-7(7), 7-6(4), 6-2       |
| 1996 | Michael Chang         | Richard Krajicek    | 6-4, 6-3                  |
| 1997 | Jim Courier           | Thomas Enqvist      | 6-4, 6-4                  |
| 1998 | Andre Agassi          | Tim Henman          | 6-4, 6-4                  |
| 1999 | Pete Sampras          | Andre Agassi        | 7-6(3), 7-6(1)            |
| 2000 | Michael Chang         | Jan-Michael Gambill | 6-7(2), 6-3, ret          |
| 2001 | Andre Agassi          | Pete Sampras        | 6-4, 6-2                  |
| 2002 | Andre Agassi          | Jan-Michael Gambill | 6-2, 6-4                  |
| 2003 | Wayne Ferreira        | Lleyton Hewitt      | 6-3, 4-6, 7-5             |
| 2004 | Tommy Haas            | Nicolas Kiefer      | 7-6(6), 6-4               |
| 2005 | Andre Agassi          | Gilles Müller       | 6-4, 7-5                  |
| 2006 | Tommy Haas            | Dmitry Tursunov     | 4-6, 7-5, 6-3             |
| 2007 | Radek Štěpánek        | James Blake         | 7-6(7) 5-7 6-2            |
| 2008 | Juan Martín del Potro | Andy Roddick        | 6-1, 7-6(2)               |
| 2009 | Sam Querrey           | Carsten Ball        | 6-4 3-6 6-1               |
| 2010 | Sam Querrey           | Andy Murray         | 5-7 7-6(5) 6-3            |
| 2011 | Ernests Gulbis        | Mardy Fish          | 5-7 6-4 6-4               |
| 2012 | Sam Querrey           | Ričardas Berankis   | 6-0, 6-2                  |

### Dobles masculinos (desde 1990)
| Año  | Campeones                          | Finalistas                          | Resultado             |
| 2012 | Ruben Bemelmans Xavier Malisse     | Jamie Delgado Ken Skupski           | 7–6(7–5), 4–6, [10–7] |
| 2011 | Mark Knowles Xavier Malisse        | Somdev Devvarman Treat Conrad Huey  | 7–6(7–3), 7–6(12–10)  |
| 2010 | Bob Bryan Mike Bryan               | Eric Butorac Jean-Julien Rojer      | 6–7(6–8), 6–2, [10–7] |
| 2009 | Bob Bryan Mike Bryan               | Benjamin Becker Frank Moser         | 6–4, 7–6(2)           |
| 2008 | Rohan Bopanna Eric Butorac         | Travis Parrott Dušan Vemić          | 7–6(7–5), 7–6(7–5)    |
| 2007 | Bob Bryan Mike Bryan               | Scott Lipsky David Martin           | 7–6(7–5), 6–2         |
| 2006 | Bob Bryan Mike Bryan               | Eric Butorac Jamie Murray           | 6–2, 6–4              |
| 2005 | Rick Leach Brian MacPhie           | Jonathan Erlich Andy Ram            | 6–3, 6–4              |
| 2004 | Bob Bryan Mike Bryan               | Wayne Arthurs Paul Hanley           | 6–3, 7–6(8–6)         |
| 2003 | Jan-Michael Gambill Travis Parrott | Joshua Eagle Sjeng Schalken         | 6–4, 3–6, 7–5         |
| 2002 | Sébastien Grosjean Nicolas Kiefer  | Justin Gimelstob Michael Llodra     | 6–4, 6–4              |
| 2001 | Bob Bryan Mike Bryan               | Jan-Michael Gambill Andy Roddick    | 7–5, 7–6(8–6)         |
| 2000 | Paul Kilderry Sandon Stolle        | Jan-Michael Gambill Scott Humphries | W/O                   |
| 1999 | Byron Black Wayne Ferreira         | Goran Ivanišević Brian MacPhie      | 6–2, 7–6(7–4)         |
| 1998 | Patrick Rafter Sandon Stolle       | Jeff Tarango Daniel Vacek           | 6–4, 6–4              |
| 1997 | Sébastien Lareau Alex O'Brien      | Mahesh Bhupathi Rick Leach          | 7–6, 6–4              |
| 1996 | Marius Barnard Piet Norval         | Jonas Björkman Nicklas Kulti        | 7–5, 6–2              |
| 1995 | Brent Haygarth Kent Kinnear        | Scott Davis Goran Ivanišević        | 6–4, 7–6              |
| 1994 | John Fitzgerald Mark Woodforde     | Scott Davis Brian MacPhie           | 4–6, 6–2, 6–0         |
| 1993 | Wayne Ferreira Michael Stich       | Grant Connell Scott Davis           | 7–6, 7–6              |
| 1992 | Patrick Galbraith Jim Pugh         | Francisco Montana David Wheaton     | 7–6, 7–6              |
| 1991 | Javier Frana Jim Pugh              | Glenn Michibata Brad Pearce         | 7–5, 2–6, 6–4         |
| 1990 | Scott Davis David Pate             | Peter Lundgren Paul Wekesa          | 3–6, 6–1, 6–3         |
| 1989 | Martin Davis Tim Pawsat            | John Fitzgerald Anders Järryd       | 7–5, 7–6              |
| 1988 | John McEnroe (2) Mark Woodforde    | Peter Doohan Jim Grabb              | 6–4, 6–4              |
| 1987 | Kevin Curren David Pate            | Brad Gilbert Tim Wilkison           | 6–3, 6–4              |
| 1986 | Stefan Edberg Anders Järryd        | Peter Fleming John McEnroe          | 3–6, 7–5, 7–6         |
| 1985 | Scott Davis Robert Van't Hof       | Paul Annacone Christo van Rensburg  | 6–3, 7–6              |
| 1984 | Ken Flach Robert Seguso            | Wojtek Fibak Sandy Mayer            | 4–6, 6–4, 6–3         |
| 1983 | Peter Fleming John McEnroe         | Sandy Mayer Ferdi Taygan            | 6–1, 6–2              |
| 1982 | Sherwood Stewart (2) Ferdi Taygan  | Bruce Manson Brian Teacher          | 6–1, 6–7, 6–3         |
| 1981 | Tom Gullikson Butch Walts (2)      | John McEnroe Ferdi Taygan           | 6–4, 6–4              |
| 1980 | Brian Teacher Butch Walts          | Anand Amritraj John Austin          | 6–2, 6–4              |
| 1979 | Marty Riessen (2) Sherwood Stewart | Wojciech Fibak Frew McMillan        | 6–4, 6–4              |
| 1978 | John Alexander (2) Phil Dent (2)   | Fred McNair Raúl Ramírez            | 7–6, 6–3              |
| 1977 | Bob Hewitt Frew McMillan           | Robert Lutz Stan Smith              | 6-3, 6-4              |
| 1976 | Robert Lutz Stan Smith             | Arthur Ashe Charlie Pasarell        | 6–4, 3–6, 6–4         |
| 1975 | Anand Amritraj Vijay Amritraj      | Cliff Drysdale Marty Riessen        | 7–6, 4–6, 6–4         |
| 1974 | Ross Case Geoff Masters            | Brian Gottfried Raúl Ramírez        | 6–3, 6–2              |
| 1973 | Jan Kodeš Vladimír Zedník          | Jimmy Connors Ilie Nastase          | 6-2, 6-4              |
| 1972 | Jimmy Connors Pancho Gonzales (2)  | Ismail El Shafei Brian Fairlie      | 6–3, 7–6              |
| 1971 | John Alexander Phil Dent           |                                     |                       |
| 1970 | Tom Okker Marty Riessen            |                                     |                       |
| 1969 | Pancho Gonzales Ron Holmberg       |                                     |                       |
| 1968 | Ken Rosewall Fred Stolle           |                                     |                       |